# Mercedes-Benz C218
La Mercedes-Benz C218 è la seconda generazione della Mercedes-Benz Classe CLS, un'autovettura di fascia alta prodotta dalla casa automobilistica tedesca Mercedes-Benz dal 2010 al 2018.

## Storia e profilo

### Debutto
Durante l'estate del 2010, hanno cominciato a circolare le prime immagini relative a quella che sarebbe stata la seconda generazione della coupé a 4 porte.
La seconda serie della Classe CLS, nota con la sigla di progetto C218, ha debuttato ufficialmente al Salone dell'automobile di Parigi nell'ottobre del 2010: le prime ordinazioni sono state ricevute dalla Casa tedesca già il mese successivo, a novembre, tant'è vero che il modello ha cominciato a comparire nei listini riportati sulle riviste della stampa specializzata, nonché sui siti internet della Casa stessa, mentre le prime consegne non avverranno che nel gennaio del 2011.

#### Design e interni
Esternamente, la seconda generazione della Classe CLS, mantiene i fondamentali caratteri del precedente corpo vettura, ma marcatamente ridisegnati. Ritroviamo quindi il caratteristico padiglione rastremato verso il posteriore che termina in una coda bassa ma voluminosa. In generale, il disegno del corpo vettura è frutto del lavoro dell'équipe diretta dal neo-responsabile del design Mercedes-Benz, Gorden Wagener, succeduto a Peter Pfeiffer nel 2008.
Il frontale riprende gli stilemi delle concept viste nell'ultimo anno in varie kermesse automobilistiche, come E-Cell Plus, ma soprattutto come la F800 Style, ed è caratterizzato in primis dalla grande calandra trapezoidale con tanto di grande logo della Casa nel mezzo. Nuovi anche i gruppi ottici anteriori, di forma quadrangolare, ma con il lato superiore curvilineo, un disegno particolare che ha caratterizzato anche la Classe CL C216 ristilizzata poco tempo prima. I gruppi ottici, inoltre, integrano per intero la tecnologia a led, tecnologia che si ritrova anche nel paraurti, più massiccio e aggressivo rispetto alla serie precedente. La fiancata pur essendo uno degli elementi di congiunzione con la prima serie, trova la sua più evidente novità stilistica nei parafanghi più bombati, che danno maggior dinamicità anche alla vista laterale. In particolare, quelli posteriori propongono una bombatura che parte dalla zona centrale della fiancata, con una sottile bombatura posta in basso, e che via via si allarga all'indietro fino ad avvolgere i passaruota posteriori. Tale elemento stilistico è un richiamo rétro ai modelli Ponton della serie W180 e affini, prodotti durante gli anni cinquanta. La coda, mantiene la caratteristica forma pronunciata e ingloba gruppi ottici a forma di goccia, interamente con tecnologia a LED. La CLS C218 utilizza gruppi ottici anteriori dotati interamente di tipologia di illuminazione a LED, ovvero il sistema full-led Magneti Marelli: una caratteristica ancora poco diffusa nel settore auto all'epoca del suo debutto su questo modello. I fari inoltre regolano automaticamente l'intensità del fascio luminoso a seconda della luminosità esterna.
L'abitacolo della C218 è volto a valorizzare l'abitabilità e l'accessibilità anteriore, mentre l'accesso è meno facile per chi vuole prendere posto in uno dei due sedili singoli posteriori, a causa del disegno del tetto, più inclinato. Per far ciò si è optato per un allargamento delle carreggiate e più in generale del corpo vettura, ma anche un allungamento del passo e delle dimensioni totali. La plancia propone la classica palpebra in corrispondenza del cruscotto, che percorre trasversalmente tutto l'abitacolo divenendo parallela al piano di appoggio una volta giunta in corrispondenza della consolle centrale, quest'ultima caratterizzata da un gran numero di pulsanti e un display centrale.

#### Meccanica e motorizzazioni

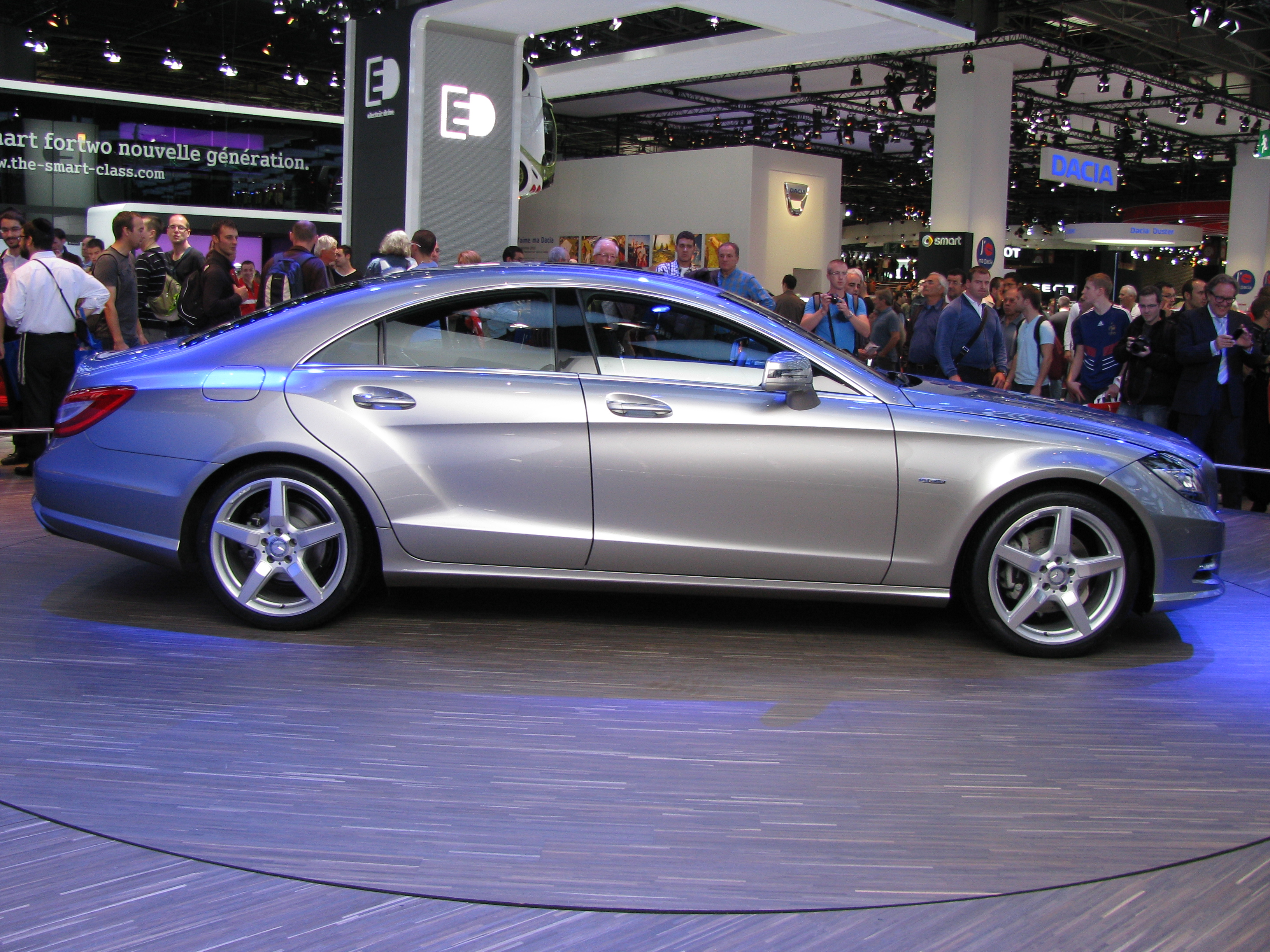
Vista laterale di una CLS C218

La C218 nasce sul pianale dell'ultima Classe E, ossia la serie W212, presentata un anno e mezzo prima, e rispetto alla quale va a posizionarsi un gradino più in alto, appena al di sotto dell'ammiraglia, la Classe S W221.

Lo schema delle sospensioni prevede la soluzione multilink su entrambi gli assi, con sistema antibeccheggio e un ulteriore sistema in grado di contrastare anche il fenomeno del vento laterale. Il sistema frenante prevede invece freni a disco autoventilanti sulle quattro ruote, con ABS, controllo di trazione, assistenza alla frenata d'emergenza ed ESP. Lo sterzo è a cremagliera ed è provvisto di servosterzo elettromeccanico.

La gamma motorizzazioni all'esordio della CLS C218 era composta solamente da due unità motrici, una a benzina e una turbodiesel common rail:
- CLS 350 CGI, con motore M276 da 3,5 litri con alimentazione a iniezione diretta di benzina e 306 CV di potenza massima;
- CLS 350 CDI, con motore turbodiesel OM642 da 3 litri in grado di erogare 265 CV di potenza massima.

In entrambi i casi, la trasmissione è affidata a un cambio automatico a gestione elettronica provvisto di 7 rapporti.

#### Allestimenti e dotazioni
Al momento del debutto della CLS seconda serie è previsto un solo allestimento, già di per sé molto ricco, poiché prevede per entrambe le motorizzazioni: doppio airbag frontale, con disattivabilità di quello per il passeggero, airbag laterali anteriori e posteriori, airbag per la testa, vetri elettrici sulle quattro porte, retrovisori elettrici, climatizzatore automatico bizona, volante multifunzione, cruise control, controllo della velocità in discesa, selleria in pelle, navigatore satellitare, impianto hi-fi con comandi vocali, cerchi in lega da 18 pollici, impianto di telefonia con vivavoce e sensori parcheggio.

Altrettanto nutrita è anche la lista optional, che comprende per esempio: sintonizzatore TV, apertura porte e avviamento Keyless Go, sedili anteriori riscaldabili, sistema Lane Keep Assist (avvisa il conducente dell'eventuale cambio involontario di corsia), sistema radar Blind Spot Assist (avvisa il conducente della presenza di eventuali ostacoli o altre vetture negli angoli ciechi non compresi nel campo visivo degli specchietti), sospensioni pneumatiche attive AirMatic e telecamera posteriore per parcheggio. Per tutte le versioni tranne la CLS 350 CDI è previsto anche il sistema Start & Stop che spegne il motore in coda o in sosta ai semafori.

### Evoluzione

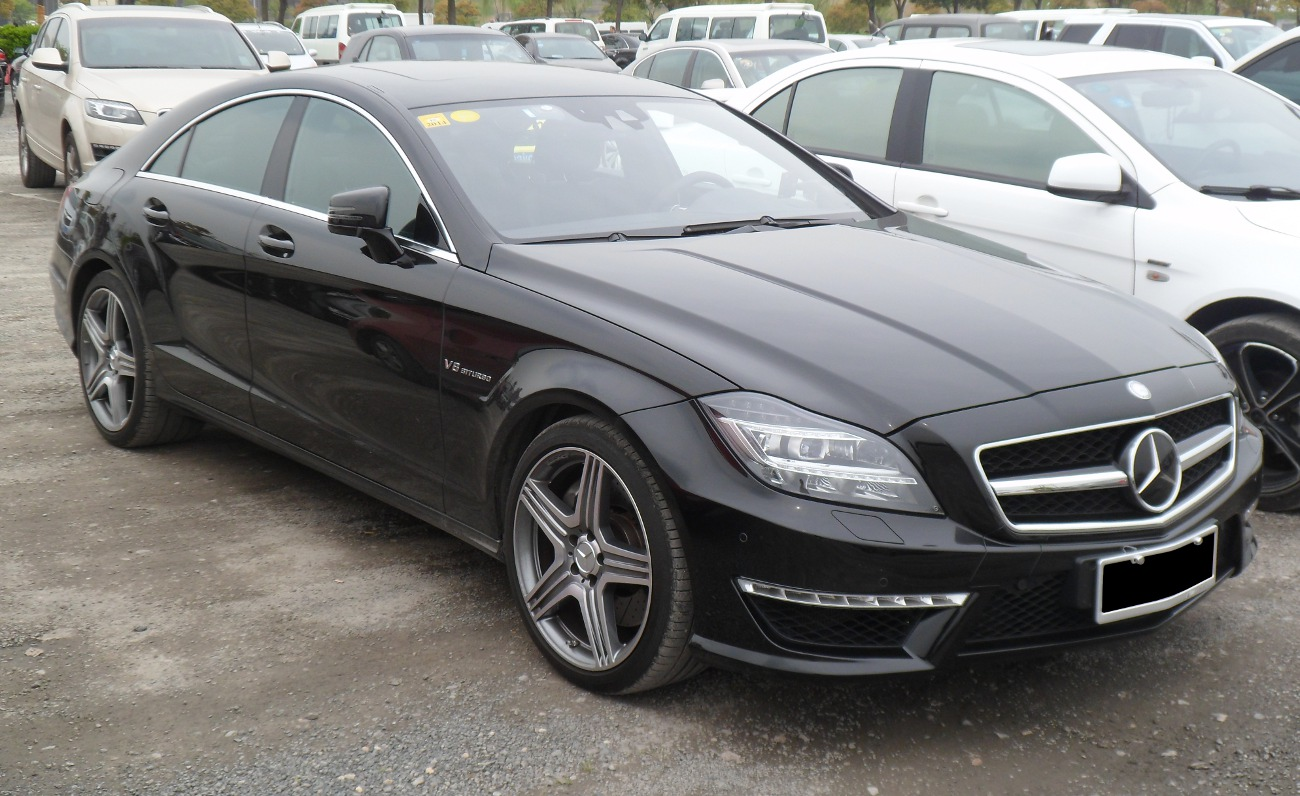
Una CLS 63 AMG, versione di punta della gamma

Nella primavera del 2011 si ha l'arrivo della CLS 500 V8, equipaggiata dal V8 da 4,7 litri biturbo in grado di erogare una potenza massima di 408 CV. Sarà anche in seguito l'unica CLS in listino a vantare le sospensioni pneumatiche nell'equipaggiamento di serie. Contemporaneamente, viene introdotta la versione di punta: la CLS 63 AMG, spinta da un V8 biturbo da 5,5 litri che sviluppa fino a 525 CV e permette un'accelerazione da 0 a 100 km/h in 4"4 (557 CV e uno 0 a 100 km/h in 4"3 con il pacchetto "performance"). Le versioni AMG prodotte da qui in avanti sono dotate di un cambio automatico a 7 rapporti, ma senza il tradizionale convertitore di coppia (presente invece) nelle altre CLS, bensì con un pacco di frizioni multiple a bagno d'olio e sempre a gestione elettronica.

Nella seconda metà dello stesso anno debutta un motore a 4 cilindri: si tratta del 2,1 litri da 204 CV di potenza massima, debutta inoltre la trazione integrale per le versioni CLS 500 V8 e CLS 350 CDI.

All'inizio del 2012, per il solo mercato cinese, viene proposta la CLS 300, con motore aspirato da 3,5 litri e potenza massima di 252 CV. La vera novità, stavolta estesa a tutti i mercati, si ha in autunno, quando la gamma si arricchisce con l'arrivo della CLS Shooting Brake, ossia una versione station wagon.
Nel 2013 la versione AMG da 525 CV, viene sostituita dalla versione da 557 CV che fino a quel momento era prerogativa della variante Performance, con la differenza che stavolta il limitatore rimane a 250 km/h e che l'erogazione di coppia motrice risulta ridotta del 10%. Viene introdotta la CLS 63 AMG S 4MATIC, con motore portato a 585 CV, limitatore a 300 km/h (280 km/h sulla versione Shooting Brake) abbinata unicamente a trazione integrale. Contemporaneamente il 3 litri turbodiesel viene proposto anche in configurazione a basse emissioni con potenza di 252 CV.
Nel settembre del 2014 ha debuttato il restyling della CLS di seconda generazione: a cambiare è stato soprattutto il frontale, con il nuovo paraurti ridisegnato e i gruppi ottici con nuova grafica luci. Proprio i gruppi ottici sono l'elemento che concentra una delle maggiori novità tecniche introdotta con il restyling: un sistema di gestione "intelligente" del fascio di luce in funzione della luminosità e delle condizioni di traffico. Vengono introdotte anche alcune novità sul fronte della gamma motori e cambi. La gamma si estende verso il basso con l'arrivo della CLS 220 CDI, spinta dallo stesso motore della CLS 250 CDI, ma depotenziato a 170 CV. Si tratta della medesima unità utilizzata anche su molti modelli di fascia inferiore. La 250 CDI lascia il posto alla 250 BlueTEC e diviene disponibile anche con trazione integrale. Al vertice della gamma diesel scompare la 350 CDI da 265 CV, mentre la CLS 350 BlueTEC si sdoppia in due livelli di potenza: 258 e 252 CV, rispettivamente a trazione posteriore e integrale. Entrambe le varianti di potenza (compresa quella meno potente) vengono stavolta previste per un maggior numero di mercati europei. Sul fronte dei benzina, la CLS 350 viene sostituita dalla CLS 400, equipaggiata da un V6 da 3,5 litri sovralimentato mediante turbocompressore e con potenza di 333 CV. Queste modifiche interessano in maniera del tutto parallela anche la gamma della Shooting Brake. Un'altra importante novità tecnica sta nell'arrivo del nuovo cambio automatico sequenziale 9G-TRONIC, previsto di serie per la CLS 500 (tranne la variante 4MATIC) e per i modelli a gasolio (tranne le versioni 4MATIC).
La produzione della CLS C218 termina nel gennaio del 2018, quando viene dato il via agli ordini per il nuovo modello che la sostituirà, ossia la terza generazione della Classe CLS, siglata C257.

#### La CLS Shooting Brake (X218)

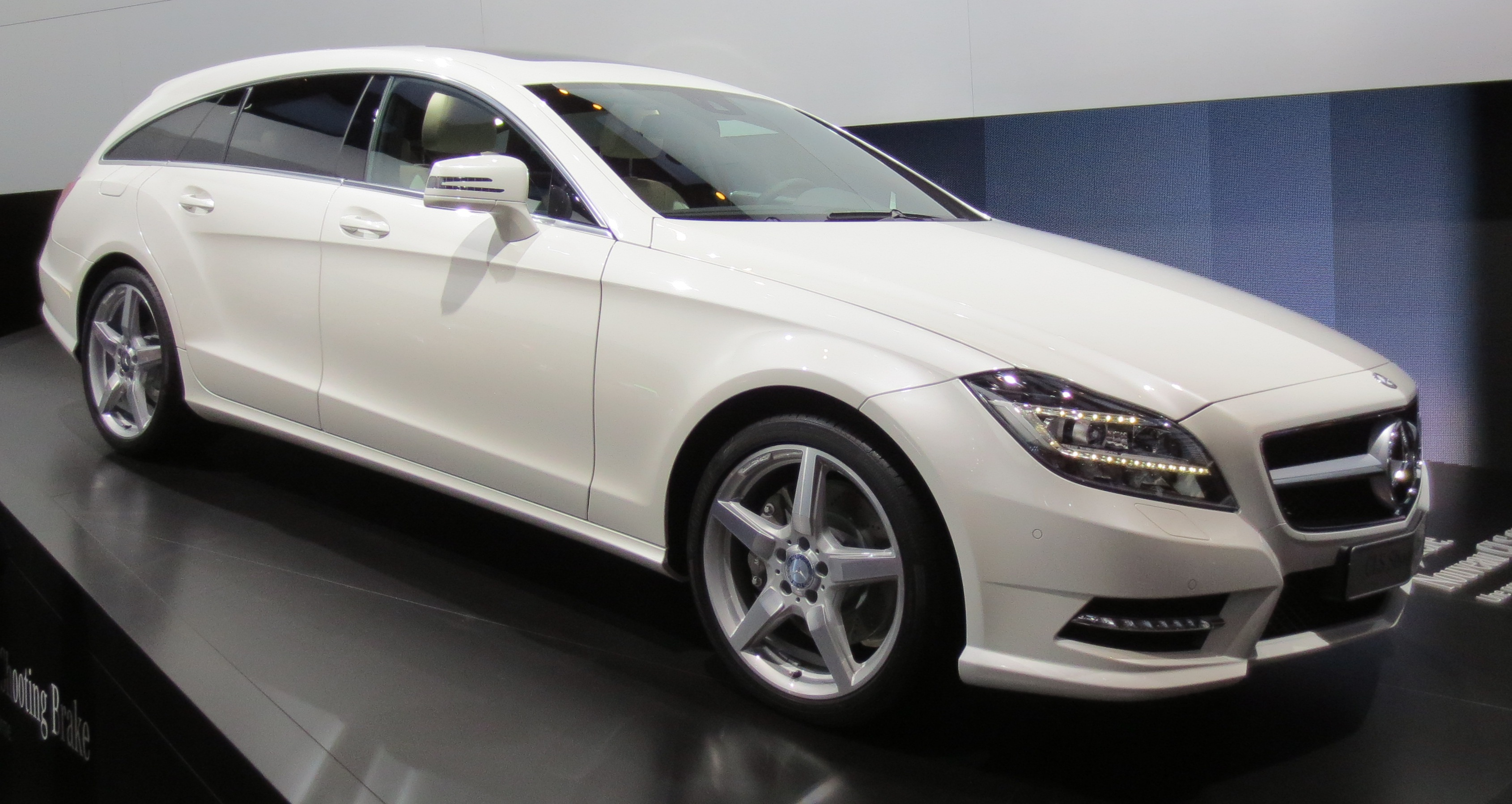
Una CLS Shooting Brake

Presentata nel 2012 al Salone di Parigi dopo essere stata preannunciata con largo anticipo, la CLS Shooting Brake rappresenta una novità nella carriera della seconda generazione della CLS. Si tratta di una station wagon caratterizzata da un padiglione spiovente che dona dinamicità all'auto. Anche il lunotto, inclinato come i montanti posteriori, contribuisce a un design più dinamico. La vettura riprende il disegno della parte anteriore e l'altezza della linea di cintura, mentre la zona posteriore è stata ridisegnata in funzione di una maggior praticità di utilizzo, e in particolare in funzione di una maggior capacità di carico. Il vano bagagli, infatti, riesce così a passare da una capacità di 520 litri a 590, in realtà non molti di più, ma ampliabili a ben 1.550 mediante l'abbattimento dello schienale posteriore. Il vano bagagli è caratterizzato da una soluzione stilistiche particolare: il piano di carico è completamente rivestito con assi di legno di ciliegio.
Al suo debutto, la CLS Shooting Brake è stata proposta nelle stesse motorizzazioni della berlina. Le vendite sono cominciate a metà settembre, mentre la presentazione al pubblico è avvenuta come già detto al Salone di Parigi, dove la vettura è stata esposta anche nella versione AMG ad alte prestazioni, inizialmente non prevista. Per quanto riguarda quest'ultima versione, Mercedes-Benz prevede anche la variante Performance, con 557 CV anziché 525, ma con velocità autolimitata a 280 km/h anziché 300. Inoltre, sulla base della Performance viene inizialmente prevista una edizione a tiratura limitata denominata Edition 1 (come da tradizione della Casa), con allestimento specifico ancor più ricercato. Il restyling del settembre 2014 ha interessato anche la Shooting Brake, che ha usufruito di tutte le novità previste per la berlina.
Negli anni successivi non vi sono aggiornamenti sostanziali per la gamma della CLS Shooting Brake: all'inizio del 2018 essa viene tolta di listino assieme alla versione a 4 porte, ma a questo punto la Casa di Stoccarda non si è espressa su un possibile modello che ne potrebbe raccogliere l'eredità.

### Riepilogo caratteristiche
Di seguito vengono mostrate le caratteristiche dei modelli componenti la gamma della Classe CLS C218:
| Modello | Carrozzeria    | Codice modello | Motore        | Cilindrata cm³ | Potenza CV/rpm | Coppia Nm/rpm  | Trazione | Cambio/ N°rapporti                                                                                       | Massa a vuoto (kg) | Velocità max | Acceler. 0–100 km/h | Consumo (l/100 km) | Emissioni CO2 | Anni di produzione |
| Versioni a benzina |                |                |               |                |                |                |          | |                    |              |                     |                    |               |                    |
| CLS 3001 | coupé 4 porte  | -              | M276DE35 red. | 3498           | 252/6500       | 340/ 3500-4500 | P        | Automatico sequenziale a 7 rapporti                                                                      | -                  | 250          | 7"                  | -                  | -             | 02/2012-01/2018    |
| CLS 350 CGI BlueEFFICIENCY | coupé 4 porte  | 218.359        | M276DE35      | 3498           | 306/6500       | 370/ 3500-5250 | P        | Automatico sequenziale a 7 rapporti                                                                      | 1.660              | 250          | 6"1                 | 6.9                | 159           | 11/2010-08/2014    |
| CLS 350 CGI BlueEFFICIENCY | shooting brake | 218.959        | M276DE35      | 3498           | 306/6500       | 370/ 3500-5250 | P        | Automatico sequenziale a 7 rapporti                                                                      | 1.755              | 250          | 6"7                 | 7.4                | 172           | 09/2012-08/2014    |
| CLS 400 | coupé 4 porte  | 218.361        | M276DE35AL    | 3498           | 333/ 5250-6000 | 480/ 1200-4000 | P        | Automatico sequenziale a 7 rapporti                                                                      | 1.700              | 250          | 5"3                 | 7.3                | 169           | 09/2014-01/2018    |
| CLS 400 | shooting brake | 218.961        | M276DE35AL    | 3498           | 333/ 5250-6000 | 480/ 1200-4000 | P        | Automatico sequenziale a 7 rapporti                                                                      | 1.770              | 250          | 5"4                 | 7.6                | 175           | 09/2014-01/2018    |
| CLS 500 V8 BlueEFFICIENCY | coupé 4 porte  | 218.373        | M278DE46AL    | 4663           | 408/ 5000-5750 | 600/ 1600-4750 | P        | Autom.seq. 7 rapporti                                                                                    | 1.815              | 250          | 5"2                 | 9                  | 209           | 11/2010-08/2014    |
| CLS 500 V8 BlueEFFICIENCY | coupé 4 porte  | 218.373        | M278DE46AL    | 4663           | 408/ 5000-5750 | 600/ 1600-4750 | P        | Autom.seq. 9 rapporti                                                                                    | 1.815              | 250          | 4"8                 | 8.6                | 199           | 09/2014-01/2018    |
| CLS 500 V8 BlueEFFICIENCY | shooting brake | 218.973        | M278DE46AL    | 4663           | 408/ 5000-5750 | 600/ 1600-4750 | P        | Autom.seq. 7 rapporti                                                                                    | 1.870              | 250          | 5"3                 | 9.3                | 216           | 09/2012-08/2014    |
| CLS 500 V8 BlueEFFICIENCY | shooting brake | 218.973        | M278DE46AL    | 4663           | 408/ 5000-5750 | 600/ 1600-4750 | P        | Autom.seq. 9 rapporti                                                                                    | 1.880              | 250          | 4"9                 | 8.8                | 205           | 09/2014-01/2018    |
| CLS 500 V8 4Matic BlueEFFICIENCY | coupé 4 porte  | 218.391        | M278DE46AL    | 4663           | 408/ 5000-5750 | 600/ 1600-4750 | I        | Autom.seq. 7 rapporti                                                                                    | 1.865              | 250          | 5"2                 | 9.7                | 224           | 04/2011-04/2015    |
| CLS 500 V8 4Matic BlueEFFICIENCY | coupé 4 porte  | 218.391        | M278DE46AL    | 4663           | 408/ 5000-5750 | 600/ 1600-4750 | I        | Autom.seq. 9 rapporti                                                                                    | 1.865              | 250          | 4"8                 | 9.7                | 224           | 04/2015-01/2018    |
| CLS 500 V8 4Matic BlueEFFICIENCY | shooting brake | 218.991        | M278DE46AL    | 4663           | 408/ 5000-5750 | 600/ 1600-4750 | I        | Autom.seq. 7 rapporti                                                                                    | 1.930              | 250          | 5"3                 | 9.9                | 231           | 09/2012-04/2015    |
| CLS 500 V8 4Matic BlueEFFICIENCY | shooting brake | 218.991        | M278DE46AL    | 4663           | 408/ 5000-5750 | 600/ 1600-4750 | I        | Autom.seq. 9 rapporti                                                                                    | 1.930              | 250          | 4"9                 | 9.9                | 231           | 04/2015-01/2018    |
| CLS 63 AMG | coupé 4 porte  | 218.374        | M157DE55AL    | 5461           | 525/ 5250-5500 | 700/ 1700-5000 | P        | Automatico sequenziale AMG a 7 rapporti con pacco multifrizione a bagno d'olio e a controllo elettronico | 1.795              | 250          | 4"4                 | 9.9                | 231           | 03/2011-03/2013    |
| CLS 63 AMG | coupé 4 porte  | 218.374        | M157DE55AL    | 5461           | 557/5500       | 720/ 1750-5250 | P        | Automatico sequenziale AMG a 7 rapporti con pacco multifrizione a bagno d'olio e a controllo elettronico | 1.795              | 250          | 4"2                 | 9.9                | 231           | 04/2013-01/2018    |
| CLS 63 AMG | shooting brake | 218.974        | M157DE55AL    | 5461           | 525/ 5250-5500 | 700/ 1700-5000 | P        | Automatico sequenziale AMG a 7 rapporti con pacco multifrizione a bagno d'olio e a controllo elettronico | 1.880              | 250          | 4"3                 | 10.1               | 235           | 09/2012-03/2013    |
| CLS 63 AMG | shooting brake | 218.974        | M157DE55AL    | 5461           | 557/5500       | 720/ 1750-5250 | P        | Automatico sequenziale AMG a 7 rapporti con pacco multifrizione a bagno d'olio e a controllo elettronico | 1.880              | 250          | 4"3                 | 10.1               | 235           | 04/2013-01/2018    |
| CLS 63 AMG 4MATIC | coupé 4 porte  | 218.392        | M157DE55AL    | 5461           | 557/5500       | 720/ 1750-5250 | I        | Automatico sequenziale AMG a 7 rapporti con pacco multifrizione a bagno d'olio e a controllo elettronico | 1.870              | 250          | 3"7                 | 10.5               | 243           | 04/2013-01/2018    |
| CLS 63 AMG 4MATIC | shooting brake | 218.992        | M157DE55AL    | 5461           | 557/5500       | 720/ 1750-5250 | I        | Automatico sequenziale AMG a 7 rapporti con pacco multifrizione a bagno d'olio e a controllo elettronico | 1.950              | 250          | 3"8                 | 10.7               | 248           | 04/2013-01/2018    |
| CLS 63 AMG Performance | coupé 4 porte  | 218.374        | M157DE55AL    | 5461           | 557/ 5500-5750 | 800/ 2000-4500 | P        | Automatico sequenziale AMG a 7 rapporti con pacco multifrizione a bagno d'olio e a controllo elettronico | 1.795              | 300          | 4"3                 | 9.9                | 235           | 03/2011-03/2013    |
| CLS 63 AMG Performance | shooting brake | 218.974        | M157DE55AL    | 5461           | 557/ 5500-5750 | 800/ 2000-4500 | P        | Automatico sequenziale AMG a 7 rapporti con pacco multifrizione a bagno d'olio e a controllo elettronico | 1.880              | 300          | 4"4                 | 10.1               | 235           | 09/2012-03/2013    |
| CLS 63 AMG S 4MATIC | coupé 4 porte  | 218.376        | M157DE55AL    | 5461           | 585/5500       | 800/ 1750-5000 | I        | Automatico sequenziale AMG a 7 rapporti con pacco multifrizione a bagno d'olio e a controllo elettronico | 1.870              | 300          | 3"6                 | 10.5               | 243           | 04/2013-01/2018    |
| CLS 63 AMG S 4MATIC | shooting brake | 218.976        | M157DE55AL    | 5461           | 585/5500       | 800/ 1750-5000 | I        | Automatico sequenziale AMG a 7 rapporti con pacco multifrizione a bagno d'olio e a controllo elettronico | 1.950              | 300          | 3"7                 | 10.5               | 248           | 04/2013-01/2018    |
| Versioni diesel |                |                |               |                |                |                |          | |                    |              |                     |                    |               |                    |
| CLS 220 BlueTEC | coupé 4 porte  | 218.301        | OM651DE21LA   | 2143           | 170/4200       | 400/ 1600-1800 | P        | Autom.seq. 9 rapporti                                                                                    | 1.715              | 226          | 8"3                 | 4.6                | 122           | 09/2014-01/2018    |
| CLS 220 BlueTEC | shooting brake | 218.901        | OM651DE21LA   | 2143           | 170/4200       | 400/ 1600-1800 | P        | Autom.seq. 9 rapporti                                                                                    | 1.770              | 220          | 8"6                 | 4.9                | 127           | 09/2014-01/2018    |
| CLS 250 CDI BlueEFFICIENCY | coupé 4 porte  | 218.303        | OM651DE21LA   | 2143           | 204/4200       | 500/ 1600-1800 | P        | Autom.seq. 7 rapporti                                                                                    | 1.710              | 242          | 7"5                 | 5.2                | 134           | 11/2011-08/2014    |
| CLS 250 CDI BlueEFFICIENCY | shooting brake | 218.903        | OM651DE21LA   | 2143           | 204/4200       | 500/ 1600-1800 | P        | Autom.seq. 7 rapporti                                                                                    | 1.790              | 235          | 7"8                 | 5.4                | 143           | 09/2012-08/2014    |
| CLS 250 BlueTEC | coupé 4 porte  | 218.304        | OM651DE21LA   | 2143           | 204/4200       | 500/ 1600-1800 | P        | Autom.seq. 9 rapporti                                                                                    | 1.740              | 242          | 7"5                 | 4.6                | 122           | 09/2014-01/2018    |
| CLS 250 BlueTEC | shooting brake | 218.904        | OM651DE21LA   | 2143           | 204/4200       | 500/ 1600-1800 | P        | Autom.seq. 9 rapporti                                                                                    | 1.810              | 235          | 7"7                 | 5                  | 130           | 09/2014-01/2018    |
| CLS 250 BlueTEC 4MATIC | coupé 4 porte  | 218.397        | OM651DE21LA   | 2143           | 204/4200       | 500/ 1600-1800 | I        | Autom.seq. 7 rapporti                                                                                    | 1.800              | 236          | 7"9                 | 5.3                | 140           | 09/2014-01/2018    |
| CLS 250 BlueTEC 4MATIC | shooting brake | 218.997        | OM651DE21LA   | 2143           | 204/4200       | 500/ 1600-1800 | I        | Autom.seq. 7 rapporti                                                                                    | 1.880              | 229          | 8"1                 | 5.5                | 146           | 09/2014-01/2018    |
| CLS 350 BlueTEC | coupé 4 porte  | 218.326        | OM642LSDE30LA | 2987           | 252/3600       | 620/ 1600-2400 | P        | Autom.seq. 7 rapporti                                                                                    | 1.770              | 250          | 6"6                 | 5.6                | 146           | 01/2013-08/20141,2 |
| CLS 350 BlueTEC | coupé 4 porte  | 218.326        | OM642LSDE30LA | 2987           | 258/3600       | 620/ 1600-2400 | P        | Autom.seq. 9 rapporti                                                                                    | 1.770              | 250          | 6"5                 | 5.4                | 140           | 09/2014-01/2018    |
| CLS 350 BlueTEC | shooting brake | 218.926        | OM642LSDE30LA | 2987           | 252/3600       | 620/ 1600-2400 | P        | Autom.seq. 7 rapporti                                                                                    | 1.860              | 250          | 6"6                 | -                  | -             | 01/2013-08/20141,2 |
| CLS 350 BlueTEC | shooting brake | 218.926        | OM642LSDE30LA | 2987           | 258/3600       | 620/ 1600-2400 | P        | Autom.seq. 9 rapporti                                                                                    | 1.860              | 245          | 6"6                 | 5.8                | 149           | 09/2014-01/2018    |
| CLS 350 BlueTEC 4MATIC | coupé 4 porte  | 218.394        | OM642LSDE30LA | 2987           | 252/3600       | 620/ 1600-2400 | I        | Automatico sequenziale 7 rapporti                                                                        | 1.840              | 245          | 6"7                 | 6.1                | 160           | 01/2013-01/20182,3 |
| CLS 350 BlueTEC 4MATIC | shooting brake | 218.994        | OM642LSDE30LA | 2987           | 252/3600       | 620/ 1600-2400 | I        | Automatico sequenziale 7 rapporti                                                                        | 1.920              | 240          | 6"8                 | 6.6                | 174           | 01/2013-01/20182,3 |
| CLS 350 CDI BlueEFFICIENCY | coupé 4 porte  | 218.323        | OM642LSDE30LA | 2987           | 265/3800       | 620/ 1600-2400 | P        | Automatico sequenziale 7 rapporti                                                                        | 1.740              | 250          | 6"2                 | 6                  | 159           | 11/2010-08/2014    |
| CLS 350 CDI BlueEFFICIENCY | shooting brake | 218.923        | OM642LSDE30LA | 2987           | 265/3800       | 620/ 1600-2400 | P        | Automatico sequenziale 7 rapporti                                                                        | 1.835              | 250          | 6"6                 | 6.1                | 162           | 09/2012-08/2014    |
| CLS 350 CDI 4Matic BlueEFFICIENCY | coupé 4 porte  | 218.393        | OM642LSDE30LA | 2987           | 265/3800       | 620/ 1600-2400 | I        | Automatico sequenziale 7 rapporti                                                                        | 1.800              | 250          | 6"4                 | 6.8                | 177           | 11/2011-08/2014    |
| CLS 350 CDI 4Matic BlueEFFICIENCY | shooting brake | 218.993        | OM642LSDE30LA | 2987           | 265/3800       | 620/ 1600-2400 | I        | Automatico sequenziale 7 rapporti                                                                        | 1.795              | 250          | 6"7                 | 6.7                | 176           | 09/2012-08/2014    |
| Note: 1Non per il mercato italiano 2Commercializzata fino al maggio 2013 con le denominazioni CDI BlueEfficiency: la dicitura BlueTEC sarebbe stata introdotta solo dopo tale data 3Per il mercato italiano solo a partire dal 09/2014 |                |                |               |                |                |                |          | |                    |              |                     |                    |               |                    |